# 新槍彈辯駁V3 大家的自相殘殺新學期
《新槍彈辯駁V3 大家的自相殘殺新學期》，於PlayStation 4和PlayStation Vita上的推理冒險遊戲。在日本亞洲索尼電腦娛樂舉辦的日本地區媒體發表會（2015年9月15日）上發表。將於2017年1月12日發售，金額PSV為一般版6.914日圓、限定版13.392日圓；PS4為一般版7.992日圓、限定版13.400日圓。2017年9月26日在Steam上推出了本作的多語系電腦版。

## 本作概述
限定版收錄特典：才囚學園調查書、槍彈辯駁2017年日曆、新黑白熊掛繩、原聲帶&CAST talk CD、主題下載編碼、原創動畫BD《超級槍彈辯駁2.5 狛枝凪斗與世界的破壞者》。
本遊戲為《槍彈辯駁系列》第三部的遊戲作品，同時爲第四部的故事作品。本作主題的兩大關鍵字：「嶄新的學園？」、「嶄新的自相殘殺？」。故事舞台將由「私立希望峰學園」轉移到遭巨大柵欄所隔絕的新舞台「才囚學園」，以更進化的「高速推理動作」來展開獨特的黑色幽默劇情。
為展現與前二作不同的世界觀與創新式的遊戲方式，在名字中增添「新」、「V」等字眼來區隔先前作品。

## 故事簡介
在這個世界上，政府實行了一種特別的獎勵制度「資優制度」，而被選中的人將會賦予以許多特權。因而出現了這群未來備受注目擁有著「超高中級」才能的學生們。而本作主角「超高中級的鋼琴家－赤松楓」也是其中的一員。這些擁有超高中級的才能的學生們本應是散落在世界各地，也從來沒有見過彼此，突然有一天，包含赤松楓在內的16位超高中級的學生們被囚禁在這所「才囚學園」裡，被要求進行自相殘殺。

## 登場人物

### 才囚學園學生
赤松楓（Akamatsu Kaede，配音員：神田沙也加）
「超高中級的鋼琴家」
本作的主人公。
身高：167cm／體重：53kg／生日：3月26日／胸圍：90cm／血型：O／喜歡的東西：琴鍵／討厭的東西：腳踏車
女性，留著一頭金色的中長髮並佩戴音符形狀的髮夾、瞳色為紫色。性格開朗且積極向上，偶爾也會展露出極為強勢的一面。在對待不同人時也會用不同的態度應對、社交手腕強。
從小到大的成長經歷中幾乎沒有脫離過鋼琴，也使得她對鋼琴情有獨鍾。對其的熱愛甚至被朋友以「鋼琴癡」來形容。在數個鋼琴競賽中拔得頭籌因而獲得了「超高中級的鋼琴師」的稱號。
對於毫不講理、強迫學生們進行自相殘殺遊戲的黑白熊感到相當憤怒，並以「出去了以後大家一起成為朋友吧」來鼓舞其他學生，並帶領眾人一起以全員脫離才囚學園為目標奮鬥著，是個相當可靠、也深得他人信任的少女。不過在第六章白銀所展示的錄像中，在參與自相殘殺遊戲前的赤松楓是個誰也不信任、對周遭人態度相當冷漠的人，甚至曾經直言自己很適合自相殘殺的遊戲。
第一章的兇手，動機為「想殺死策畫自相殘殺的主謀」，卻誤殺了天海，在學級裁判中一度因最原終一的沉默而有機會獨活，後喝斥最原終一必須帶領大家繼續前進、最後也按照她的意志被其揭發為兇手。兇手的身份被確認後也絲毫不掩飾，並與眾人道歉、表示自己的悔恨和對天海的愧疚。被黑白熊以「踩到貓兒」處刑，是被繩索吊住脖子、並以整個人的身體在琴鍵上彈出旋律直到其死亡的處刑。被繩索吊死後，其身後的鋼琴蓋下壓碎其屍身。被揭發為兇手後，遊戲主視角變為最原終一。赤松楓實際為本作的偽主角。
第六章，因新事證出現的關係，最原要求重新審查第一章赤松與天海的案子並得以獲得清白，赤松雖然策劃了殺人的計畫、但卻因計畫疏失而沒有殺死任何人，並不是真正的兇手卻遭到主謀白銀以及黑白熊陷害而冤死。
最原終一（Saihara Shuichi，配音員：林原惠）
「超高中級的偵探」
本作的主人公。
身高：171cm／體重：58kg／生日：9月7日／胸圍：80cm／血型：AB／喜歡的東西：小說／討厭的東西：八卦
男性，有著黑色短髮和灰色的瞳孔，初登場時戴著一頂黑色鴨舌帽，但在第一章過後將其拿下。個性內向並有些弱氣，偶爾還會不太清楚怎麼應付那些個性過於突出的同學們。
原先是在叔父的底下幫忙做事的見習偵探，在叔父那裡接到的委託大多是調查外遇、搶劫案等等的小事，不過偶爾也會遇到殺人事件。因為數次比警察還要早把案件解開因而被認定為「超高中級的偵探」。不過本人認為自己能解決這些殺人事件只是偶然，不配擁有超高中級的名號，也因此很少向人提起這些事，並且對自己的才能不太有自信。
第一章時與赤松互相幫助並一路走到學級裁判，在推測出赤松為兇手時一度因不願相信而默不做聲，但在被她喝斥後選擇貫徹真相、並依她所願揭露她即是殺死天海的真兇的事實。第一章結束後遊戲主視角變為最原終一，揭露其為本作的真主角。在第六章白銀所播放的錄像中，在參與自相殘殺遊戲前的最原終一是個極度熱愛「槍彈辯駁」的少年，並主動希望能夠獲得「超高中級的偵探」這個名號、使自己成為第一位殺人的偵探。
第六章時得知了外面世界的真相以及這場自相殘殺遊戲的背後故事，並決定徹底結束「槍彈辯駁」，因此與夢野、春川一同放棄所有的決定權，並打算隨著整個遊戲本身被摧毀。但後來因為機望、又或者觀眾意志的選擇而在學園被破壞後成功存活，成為本作最後三人的倖存者之一。
天海蘭太郎（Amami Rantarou，配音員：綠川光）
「超高中級的？？？」
身高：179cm／體重：62kg／生日：10月3日／胸圍：82cm／血型：B／喜歡的東西：治外法權／討厭的東西：汽車
男性，留著一頭綠色的亂髮，瞳色為綠色。身上配戴著許多飾品，導致外表上給人的印象是個輕浮的少年。個性溫厚和善，與外表不同的是個待人處事相當圓潤的人，就算是對男性充滿敵意的茶柱也能平穩的與她溝通。
是學生之中唯一忘記自己的「超高中級的才能」，看起來似乎對於這件事也不曾感到困惑，反而說著「期待著自己會有著什麼樣的高中級的才能呢」。
對於黑白熊的目的能夠冷靜地面對以及追究到底，冷靜地面對現況，有著深厚的洞察力。好像知道著其他學生不知道的「某樣東西」，除了才能外也是個充滿謎團的人物。
第一章的死者，被赤松誤殺而死，但事實上是被主謀殺死。
真實身分為「超高中級的倖存者」。
入間美兔（Iruma Miu，配音員：石田晴香）
「超高中級的發明家」
身高：173cm／體重：56kg／生日：11月16日／胸圍：99cm／血型：AB／喜歡的東西：嬰幼兒節目／討厭的東西：寬鬆世代
金髮藍瞳，身材極好的女性，以「要怎麼樣才能躺著也能輕鬆過活」為主要目標，發明出一些跨世代發明的發明家，發明出像是「眼藥水型隱形眼鏡」等等的產品被商品化，但本人覺得是失敗品。也是個「我把那個商品的著作權讓給企業了，所以跟我沒關係了」這樣放話的怪人。自信過剩的她是個口無遮攔的人，只要一開口就會劈哩啪啦地飆出髒話以及開黃腔。不過只要被對方強勢反擊的話就會馬上變得膽怯起來。
第四章的死者，利用本身的才能及黑白熊提供的場地創造虛擬世界，想利用虛擬世界的規則殺死王馬小吉，但被王馬小吉事先看破，並遭到被其串通的獄原權太給勒死，殺人動機為「世界需要自己的才能，不想要才能被埋沒在這」。
王馬小吉（Oma Kokichi，配音員：下野紘）
「超高中級的首腦」
身高：156cm／體重：44kg／生日：6月21日／胸圍：70cm／血型：A／喜歡的東西：汽水／討厭的東西：豬腳
身材稍矮的男性，自稱為「總成員一萬人以上的邪惡祕密組織的領袖」的學生，說自己是個騙子，想到什麼就隨口瞎說，還會假哭，是個難以捉摸的人物，連秘密組織是否真的存在都是個謎。然而身為「超高中級的偵探」的最原終一對這個組織並沒有印象，是個充滿謎團的人物。即使做出了有可能會被他人譴責的言行，但在他天真無邪的笑容之下也是毫無忌憚的說著「因為我是邪惡的領袖嘛」。
在班級裁判時，常說一些無關緊要但又能推動劇情的話來引導推理，並總是穿插謊言來帶動全部人，內心因討厭自相殘殺而常用嘲諷的表情提醒眾人要互相提防對方。
第五章的死者，為了結束自相殘殺，謊稱自己是首謀，並用入間美兔的控制器，控制黑白熊的放浪鐵金剛威脅大家不准互相殘殺，後春川魔姬因受到回憶燈影響而主動攻擊王馬小吉，利用計策跟百田解斗協力創造了一個不知道被害者的兇案，威脅並慫恿百田解斗殺害自己，想藉此陷害黑白熊。
機望（Kii-bo，配音員：柿原徹也）
「超高中級的機器人」
身高：160cm／體重：89kg／生日：10月29日／胸圍：88cm／血型：無／喜歡的東西：100～240伏特／討厭的東西：自動販賣機
打扮怪異的男性，搭載著高度學習機能「成長型AI」，以及錄音功能的機器人。賦予他生命的飯田橋博士把他當作自己的孩子般養育長大，也送他進高中就學。因為其機器人的身分被認定為「超高中級」。有著認真的個性且說話時會使用敬語。如果因為他是機器人而被人差別待遇及偏見時，會變得十分激動。有時候似乎也不懂得看當下氣氛，常遭到王馬小吉言語霸凌，也常被入間美兔抓去研究，新增了一些對調查有幫助的功能。
第六章的兇手，動機為「毀掉才囚學院」，被白銀紡告知自身其實是觀眾代表，觀眾可藉由其視角體驗參加自相殘殺的臨場感，當其所作所為不符合觀眾的意願時其自我意識會被關閉。要結束自相殘殺時把才囚學園摧毀掉，同時也殺死了主謀白銀紡，摧毀屏障並自爆而死。
獄原權太（Gokuhara Gonta，配音員：武内駿輔）
「超高中級的昆蟲博士」
身高：198cm／體重：94kg／生日：1月23日／胸圍：108cm／血型：A／喜歡的東西：節肢動物／討厭的東西：香蕉
身材高大的男性，10年前，沉溺於探索昆蟲的少年權太，在森林中迷了路。在其後，有好心的野狼一家收養了他，他因此懂得與動物或是與昆蟲對談，也因此獲得了超高中級的才能。
為了他在森林中的家人，以成為真正的紳士為目標的權太，平常是個溫文儒雅的紳士，但如果有人討厭昆蟲會有抓狂的那一面。
由於小時候一直在森林中生活，有點缺乏基本常識，時常會跟其他學生對不上話。雖然有如外表所見般的怪力，不過本人說「我連昆蟲也沒有殺死過」。
第四章的兇手，動機為「得知世界的真相(實際上是回憶燈的假象)，為了不讓大家體驗世界的絕望，想自己獨活去承擔」，虛擬世界的人格被王馬小吉說服串通後在虛擬世界殺死入間美兔，但因進入虛擬世界時插頭插反，造成現實人格沒有回歸記憶而忘記自己是兇手，最後被王馬小吉出賣，也被最原終一證實了其為真兇，被黑白熊喚出虛擬世界的人格後雖然還是沒有記憶但卻毫無怨言的承擔刑罰，以「蟲蟲危機」方式處刑，被黑白熊從機關槍中射出的大量小機械黃蜂打得滿臉腫包，接著被破黑白芬妮之肚而出的巨型機械螳螂以手刀貫穿腹部，最後被烈火焚身慘死。
白銀紡（Shirogane Tsumugi，配音員：小松未可子）
「超高中級的角色扮演家」
身高：174cm／體重：51kg／生日：8月15日／胸圍：83cm／血型：A／喜歡的東西：珍珠板／討厭的東西：插隊的人
戴眼鏡的女性，雖然是企業贊助塑造出的人氣Cosplayer，但比起穿上Cos服，她更喜歡製作Cos服。
對於那些為了為自己製造人氣而不是因為對作品有愛才Cosplay的Cosplayer，感到十分憤怒，因此也成為Cosplayer參與活動。時常喜歡引用著一些作品的名句。她是個成熟穩重，說話溫和的資優生少女，另一方面，只要她熱情地談論著自己喜歡的作品或是Cosplay，沉浸在其中時，不論怎麼跟她對談，她也會無視周圍的人。
在學園生活和班級審判中主要擔當吐槽役的角色，偶爾附和他人的說法。每個章節都相當避嫌，幾乎沒有被懷疑過是兇手，也沒有引起特別的注意，因此曾被王馬和入間等人吐槽存在感低下，自己有時也會以此自嘲。喜歡強調自己的觀點、品味等很「普通」。
第六章時被最原揭發其是主謀，也是第一章殺了天海蘭太郎的真兇，動機為「避免黑白熊預告的殺人時限到期」，事先透過管道得知赤松楓的殺人計畫，在其失敗後親自動手完成殺人計畫栽贓赤松楓。身分被揭穿後告知眾人世界的「真相」，在倖存者的三人逃跑後感嘆自己完全是模仿犯了，意味其最終訴說的內容不能盡信。
第六章的死者，在才囚學園被機望摧毀時，與黑白熊一起被崩落的巨石壓死。
真宮寺是清（Shinguji Korekiyo，配音員：鈴村健一）
「超高中級的民俗學者」
身高：188cm／體重：65kg／生日：7月31日／胸圍：81cm／血型：O／喜歡的東西：粗草繩／討厭的東西：空調
藍髮黃瞳留長髮的男性，裝扮怪異，頭戴過去的日本軍帽及有拉鍊式口罩。為了研究民俗學，到訪過各式各樣的地方，也見過不少人的少年。因為有了這樣的經驗，抱持著「人類有著不可衡量的美」的想法。
即使在被囚禁的狀況下依舊以他想要觀察人們的想法為優先，他想要觀察這些學生們會怎麼展現出他們動人的那一面。雖然外表給人有種毛骨悚然的感覺，但其實他是個很好溝通的人。他的價值觀與一般人不同。有著冷靜沉著的個性，頭腦也不錯，班級裁判上多次發表不錯的推理，但也稱讚過殺人兇手的手法。
在極度壓力壓迫下時會顯露第二人格，為真宮寺是清的姐姐兼愛人，也是他的精神梁柱，可以與真宮寺是清以及眾人對話，記憶也是共用，因此被別人說只是個心理變態而已。
第三章的兇手，動機為「為了給天國的姐姐找到朋友，而打算殺死100位女性」，說明自己在入學前已經在各處殺死了自己看上的女性，製作通靈術需要用的犯案工具時為了滅口殺死夜長安琪，並在通靈術的儀式時殺死茶柱轉子，在学级裁判中被揭發兩件兇殺案的兇手，而被黑白熊施以「今昔處罰繪卷」，在被瘋狂旋轉、頭暈目眩之際，掉入大鍋中烹煮而死，死後其靈魂被他姊姊和黑白熊以撒鹽的方式驅散。
茶柱轉子（Chabashira Tenko，配音員：德井青空）
「超高中級的合氣道家」
身高：165cm／體重：52kg／生日：1月9日／胸圍：88cm／血型：B／喜歡的東西：雙節棍／討厭的東西：男生
帶髮飾的雙長馬尾女性，使用著一套她與師傅無意間一起創造出來的武術「新合氣道」。因為個性爽朗所以行為舉止很誇大，不擅掩飾喜怒哀樂。
為了激發出自己的潛力，習慣大聲發出聲音為自己提升士氣，是非常聒噪的一個人。茶柱轉子厭惡男生到直接稱呼他們為「男死」的地步，如果被男生稱讚的話表情會一瞬間像是死了一般，若是有男生想要觸碰她，會反射性地把對方拋出去。如果被女孩子稱讚外貌時，會以很荒唐可笑的反應謙虛起來。很喜歡夢野秘密子，即使對方對自己冷淡依然去接近她，甚至因此在學級裁判上不顧證據袒護她。
第三章的死者，被真宮寺是清認為是適合成為姐姐好朋友的女性，在夜長安琪命案搜查時舉行的通靈術中自願代替夢野秘密子擔任靈媒而在儀式中被真宮寺是清設計用鐮刀刺頸殺死。
東條斬美（Tojo Kirumi，配音員：井上喜久子）
「超高中級的女僕」
身高：176cm／體重：52kg／生日：5月10日／胸圍：84cm／血型：B／喜歡的東西：打掃／討厭的東西：假日
綠髮綠瞳的女性，頭腦清晰且運動細胞發達的超級高中生。家事萬能的她，無論是裁縫、還是馬殺雞等等的什麼她都辦得到。執行女僕工作時絕對會將被委託的差事完美地做好，以無論什麼委託都能完美完成聞名。過去也曾經被提拔過擔任各國首腦的貼身保鑣，不過本人說，如果是像是這種會使一個國家毀滅之類的委託，她是會斷然拒絕的。
東條斬美做為女僕的信念即是「滅私奉公」，即使處在被才囚學園囚禁這樣險峻的狀況下，她為人勞動的理念也從未變過，自發性地為學生們打理飲食，以及掃除方面等等的家務事。
第二章的兇手，動機為「被委託成國家的總統，必須回去拯救人民(實際上是回憶燈的假象)」，為了離開而殺死沒有求生鬥志的星龍馬，在学级裁判中被揭發為兇手，而被黑白熊以「苦悶之絲」方式處刑，投票後選擇逃跑，途中被眾多刀刃劃傷之後從高處墜地而死。
春川魔姬（Harukawa Maki，配音員：坂本真綾）
「超高中級的保母」
身高：162cm／體重：44kg／生日：2月2日／胸圍：77cm／血型：A／喜歡的東西：早上的湖畔／討厭的東西：冬天的湖畔
棕髮紅瞳留有雙馬尾的女性，因為不想被人懷疑的緣故而與眾人相處，雖然不多話，但卻是有話直說的類型。有著辛辣的個性。雖然不是個很積極主動的人，不過是個處事不驚的人。說明並不是自己走上保母這條道路，是在養育她長大的孤兒院幫忙時被判定為超高中級，自述並不是特別會照顧人、也不怎麼親切、也不是很喜歡小孩、也不怎麼喜歡自己，卻不知怎麼地被孩子們喜愛。
戰鬥知識與身體能力都相當不錯，也擁有高水準的邏輯，在進行裁判時常會有一針見血的發言。後被百田解斗影響而開始對他人倘開心胸，在百田解斗要被處刑前告白，並嘗試要對抗黑白熊。第六章時被告知該感情為主謀白銀紡的惡趣味設定時一度崩潰。
真實身分為「超高中級的刺客」。是最終三名生還者之一。
星龍馬（Hoshi Ryoma，配音員：大塚明夫）
「超高中級的網球選手」
身高：105cm／體重：40kg／生日：7月1日／胸圍：60cm／血型：B／喜歡的東西：俄羅斯藍貓／討厭的東西：灰三齒鯊
身材矮小的男性，從國中時就已經活耀於世界舞台，在國外參加比賽時優勝，他的將來令人注目。雖然是作為備受期待的網球選手，但因為使用了特製的鋼製網球將黑手黨團員們的頭穿透重擊殺害，將整個組織瓦解，因此成了死刑犯。
星雖然看起來像是個小孩子，但他的人生經歷可是不輸給大人，他因為有著壯烈的過去，有著無法想像是作為高中生的冷靜個性。他的頭腦非常冷靜，就算是受了傷或是有人遇害時也處驚不變。
第二章的死者，因為認為自己即使不在才囚學院也是在監獄裡度過餘生，以及看了動機影片沒顯示自己重要的人而自暴自棄，自願被擁有強大求生意志的東條斬美壓進盛滿水的洗手台殺死。
百田解斗（Momota Kaito，配音員：木村良平）
「超高中級的太空人」
身高：184cm／體重：74kg／生日：4月12日／胸圍：90cm／血型：O／喜歡的東西：觀葉植物／討厭的東西：怪力亂神
小鬍渣的男性，因為要成為宇宙飛行員必須要擁有大學畢業的條件，本來是無法報考的他，使用偽造文書去參加考試，成為第一個年僅十來歲就通過宇宙飛行員資格的合格者，雖然被發現其身分造假，但因為是個有趣的人才而被錄用為訓練生。雖然還沒有上過宇宙，不過他是個對宇宙抱持著莫大的憧憬的宇宙飛行員訓練生。是個有著熾熱之心的少年，把夢想及浪漫當作人生大事。強烈相信著「一個人的能力所及並不該自我侷限」、「如果不放手一搏的話那麼夢想也終究只會是夢想」，是個精力充沛的少年，害怕幽靈等恐怖的事物。
學級裁判上並沒有多大的幫助，常發表一些無厘頭的發言，與最原終一成為好友後擅自任命其為助手，也硬是將春川魔姬拉入鍛鍊的小團體內。他個性直率，常與謊話連篇的王馬小吉針鋒相對。
第五章的兇手，動機為「被王馬小吉拯救一次以及不想害死春川魔姬而配合完成王馬小吉的計畫」，章節開始時因王馬小吉承認自己是首謀而想攻擊時被抓走並被監禁，藉由春川魔姬引發的事件中，與王馬小吉協力創造一個不知道被害人的兇案，最後被最原終一破解，是兩人合力讓王馬小吉被壓死，因此被黑白熊以「新宇宙旅行」方式處刑，但在處刑中因病咳血而逝，導致處刑失敗，讓黑白熊相當生氣，而令眾人認為百田解斗戰勝了黑白熊。
夢野秘密子（Yumeno Himiko，配音員：田中愛美）
「超高中級的魔術師」
身高：150cm／體重：39kg／生日：12月3日／胸圍：68cm／血型：O／喜歡的東西：狹窄的空間／討厭的東西：海
帶著魔法帽的嬌小女性，堅持自己的魔術手法是魔法，修正自己「超高中級的魔術師」的稱號，自稱為「超高中級的魔法師」。
雖然被聚集了世界上的魔術愛好者的世界組織「魔術之城（MAGICIANS CASTLE）」選為歷年來最年輕的「年度魔術師（MAGICIAN OF THE YEAR）」，不過本人主張得獎是為了隱瞞魔法的存在而策劃的陰謀。感嘆自己被委託到世界各地表演，但是卻不被認可為魔法師。能夠猜出對方所抽的牌、或是選的硬幣、以及變出鴿子。雖然有著極高的魔術手法（還是魔法？），但也有著相當怕麻煩的一面。被茶柱轉子愛慕著，在好友夜長安琪及茶柱轉子死後感到相當寂寞。
最終三名生還者之一。
夜長安琪（Yonaga Angie，配音員：鈴木實里）
「超高中級的美術社員」
身高：157cm／體重：41kg／生日：4月18日／胸圍：72cm／血型：A／喜歡的東西：酪梨／討厭的東西：濕氣
皮膚黝黑的女性，相信「島之神」一直伴隨在她身邊，有著重度信仰心又精力充沛的少女。明明畫作或是雕刻都是自己親手完成的，卻言「其實在進行創作時都是神的造業」，如果想要看她的畫作，作為交換條件是要作為祭品，將血奉獻給神，有著這麼危險的一面。另外，還會作為神的代言人進行推理。是個樂觀又有著我行我素個性的少女，說著「不可思議的奇蹟」、「菇掰掰」等獨特詞彙。
第三章的死者，被真宮寺是清認為是適合姐姐的好朋友，同時因目擊其在製作犯案工具時而遭到滅口，被木板打破頭暈倒後又被生鏽的武士刀刺頸而死。

### 黑白熊家族
黑白熊（Monokuma，配音員：TARAKO）
「超絕望級的校長」，自稱為「才囚學園」的校長，像是布偶般的謎樣生物。
黑白熊家族的父親，對子女教育方針採半放任半嚴厲。
黑白熊仔（Monokumazu，配音員：山寺宏一）
五隻黑白熊亞種組成的團體，自稱黑白熊的子女，有點英雄戰隊的味道。
黑白太郎（Monotaro）
黑白熊家族的一員，家族中身為隊長的存在。左半邊是紅色。圍著一條長長的圍巾，手上拿著飛鏢。負責統整黑白熊家族們脫軌的言論，他像個孩子般也有著冒失的一面。
黑白基德（Monokid）
黑白熊家族的一員，家族中的暴徒。左半邊是藍色。黑白基德既沒耐心又口出惡言，總喜歡把別人的話題打斷，不聽人把話說完，喜歡轉移話題，是個讓話題偏離主題的元凶。黑白熊家族中最暴力的黑白基德，時常欺負著明明也是同伴的黑白彈，大概是因為這個緣故才讓黑白彈封閉內心的吧。黑白基德的口頭禪是「HELL YEAH！」，也時常用這句話跟別人打招呼。
黑白之介（Monosuke）
黑白熊家族的一員，家族中的吐槽役。左半邊是黃色。家族中最冷靜的一隻熊，不過並不溫順，毒舌的程度不會輸給黑白基德。「真是一群的爭論不休的熊啊」，對於黑白熊家族的內鬥冷靜地旁觀。用關西腔說話是他的特徵。
黑白芬妮（Monophanie）
黑白熊家族的一員，家族中唯一的一枝花。左半邊是粉紅色。她不喜歡血腥的東西，也有著溫柔的一面。會在提案「要不要用剪刀石頭布來取代自相殘殺呢」的時候突然睡著，也有著這樣可愛的一面。在黑白熊家族內鬥時她會擔任和事佬，但最後自己也會加入紛爭之中。
黑白彈（Monodam）
黑白熊家族的一員，家族中被欺負的對象。左半邊是綠色。因為被黑白基德欺負，造成他封閉內心。與其他兄弟姊妹們不怎麼說話。與其他像是玩偶的黑白熊家族不同，他的手、腳、頭部等等的部分看起來就像是機器人般，有著機器人般的身體是他的特徵。

## 用語
才囚學園
本作的故事舞台，將有著超高中級才能的學生強制集中在此，有如巨大鳥籠裡的學校、異想天開的地方。
打著「狩獵超高中級」號令綁架特別或頂級才能的學生，用藥物或手段暫時失去「最初的記憶」和「被封印的才能」。並以保護才能為名，要求他們在這裡度過餘生。
超高中級的
每個關在才囚學園的學生都有與別人不同的地方，引號內的正是其過人之處的身份，相對地該角色在那方面十分擅長。
例如超高中級的網球選手，有超人一樣的動態視力與強健的臂力與腳力。
校規
黑白熊在才囚學園制定的特別規則，違規者一律處以死刑。
放浪鐵金剛
黑白熊仔所駕駛的殺人機器人。主要用作興建才囚學園內各種的設施。
此外，還會負責處決違反校規的人。
資優制度
在這個世界上，政府實行了一種特別的獎勵制度「資優制度」，而被選中的人將會賦予以許多特權，被稱為「超高中級」。
保護「超高中級」的才囚學園本身，為該制度下的副產物。

## 遊戲系統

### 額外模式
超高中級的才能培育計畫
絕望的 黑白熊的考驗

## 主題曲
《斷鎖 - break -》
作詞：em:óu，作曲、編曲：黑須克彥，歌：緒方惠美

## 外部連結
- （日語）槍彈辯駁系列官方網站 （页面存档备份，存于）
  - （日語）《新槍彈辯駁V3》官方網站 （页面存档备份，存于）